# Abraxas superpicaria
Abraxas superpicaria là một loài bướm đêm trong họ Geometridae.